# گراهام الکساندر
گراهام الکساندر (انگلیسی: Graham Alexander؛ زادهٔ ۱۰ اکتبر ۱۹۷۱) یک بازیکن فوتبال اهل اسکاتلند است.